# هاري جي. داي
هاري جي. داي (بالإنجليزية: Harry G. Day)‏ هو كيميائي أمريكي، ولد في 8 أكتوبر 1906، وتوفي في 8 سبتمبر 2007.